# Franz Xaver Gewey

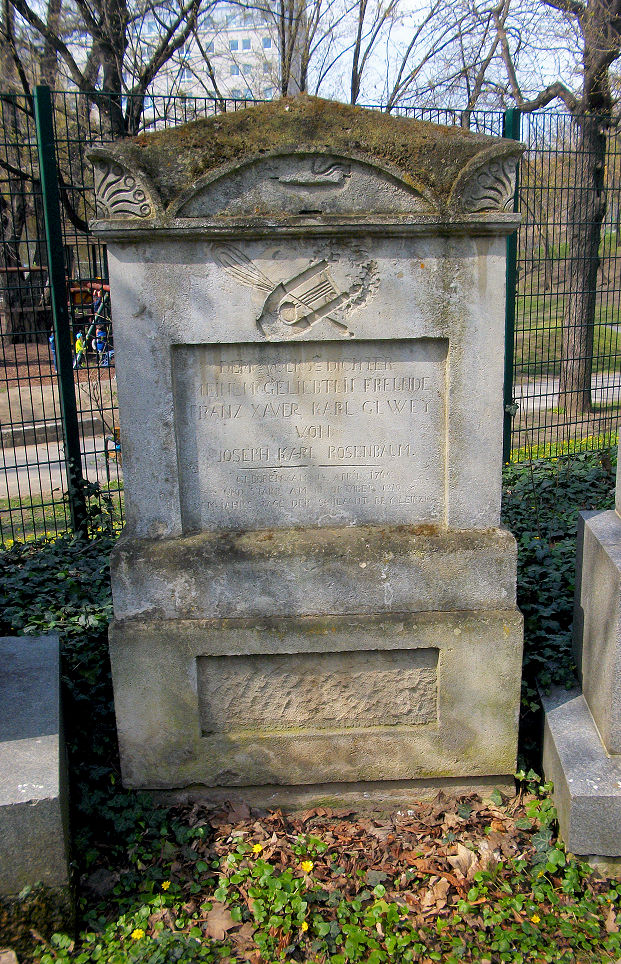
Das von Joseph Carl Rosenbaum finanzierte Grab Franz Xaver Geweys im Gräberhain des Waldmüllerparks

Franz Xaver Karl Gewey (* 14. April 1764 in Wien; † 18. Oktober 1819 ebenda) war ein österreichischer Beamter, Schauspieler und Schriftsteller.

## Leben
Nach Beendigung seiner Schulzeit in Wien wurde Gewey k.k. Hofkanzlist.
Gewey setzte als Nachfolger von Joseph Richter dessen Eipeldauer-Briefe fort. Allein schon des Dialektes und der Sprache wegen verdienen diese Briefe heute noch Beachtung.
Im Alter von 55 Jahren starb Franz Xaver Karl Gewey am 18. Oktober 1819 in Wien.
Er wurde auf dem katholischen Friedhof Wien Matzleinsdorf (heute: Waldmüllerpark) begraben. Im Jahr 1894 wurde in Wien-Döbling (19. Bezirk) die Geweygasse nach ihm benannt.

## Werke
- Komische Gedichte aus den Vorstädten Wien. 1812 (Heft 1–4)
- zusammen mit Karl Meisl: Komische Gedichte aus den Vorstädten Wiens 1824 (Heft 5–6)
- Er hält wahrhafftig Wort: komische Oper 1816